# Europa Point fyr
Europa Point fyr är en fyr på Europa Point på Gibraltars sydspets.
Den 19 meter höga fyren, som ritades av Sir Alexander Woodford, är byggd av tegel och tändes första gången i augusti 1841. Den var ursprungligen försedd med en fast lins och en oljelampa med en veke. År 1864 byttes fyrlyktan ut mot en lampa med fyra vekar och en bättre lins och år 1875 byttes den ut mot en fotogenlampa.
Omkring år 1894 installerades en fyrapparat med roterande lins och en fyrlykta med åtta vekar. Fyren försågs också med en mistlur som avgav två signaler var femte minut vid dimma och dålig sikt.
Fyrapparaten har uppgraderats vid flera tillfällen och 1954–1956 höjdes fyren med 1,8 meter för att ge plats till en fyrlykta med fast rött sken. Fyren, som automatiserades år 1995, visar vitt intermittent sken var tionde sekund, samt fast rött sken. Lysvidden är 18 sjömil.
Fyren på Europa Point är den enda fyr utanför Storbritannien som drivs av engelska Trinity House. 

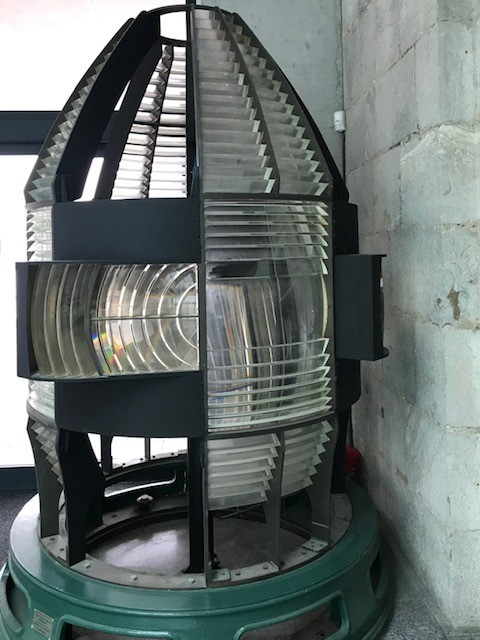
Fyrens gamla fresnellins.

År 2017 byttes fyrapparaten ut mot LED-lampor och den gamla andra ordningens fresnellins skänktes till Gibraltars universitet där den är utställd.
Fyrplatsen öppen men själva fyren är stängd för allmänheten.